# Dicerogastra proleuca
Dicerogastra proleuca là một loài bướm đêm trong họ Noctuidae.